# لورين جيبس
لورين جيبس (بالإنجليزية: Lauren Gibbs)‏ هي متزلجة جماعية أمريكية، ولدت في 2 مارس 1984 في لوس أنجلوس في الولايات المتحدة.

## وصلات خارجية
- الموقع الرسمي
- لورين جيبس على موقع الاتحاد الدولي لألعاب القوى (الإنجليزية)
- لورين جيبس على موقع IBSF (الإنجليزية)
- لورين جيبس على موقع اللجنة الأولمبية الدولية (الإنجليزية)
- لورين جيبس على موقع أوليمبيديا (الإنجليزية)
- لورين جيبس على موقع اللجنة الأولمبية والبارالمبية الأمريكية (الإنجليزية)